# Siphonodon peltatus
Siphonodon peltatus är en benvedsväxtart som beskrevs av Ding Hou. Siphonodon peltatus ingår i släktet Siphonodon och familjen Celastraceae. Inga underarter finns listade.